# Ginástica artística nos Jogos Pan-Americanos de 2007 - Equipes femininas
A final por equipes femininas da ginástica artística nos Jogos Pan-Americanos de 2007 foi realizada no dia 14 de julho de 2007 e contou com a participação de sete equipes.

## Medalhistas
|  | USA Estados Unidos                                                                  |  | BRA Brasil                                                                        |  | CAN Canadá                                                                                     |
|  | Rebecca Bross Ivana Hong Shawn Johnson Anastasia Liukin Samantha Peszek Amber Trani |  | Jade Barbosa Khiuani Dias Daiane dos Santos Daniele Hypólito Ana Silva Lais Souza |  | Stéphanie Desjardins-Labelle Peng-Peng Lee Ti Liu Charlotte Mackie Brittany Rogers Emma Willis |

## Qualificação
Devido a participação reduzida de nações, não houve a fase de classificação. Os resultados da final foram obtidos diretamente da Competição I, na qual classificaram-se os ginastas para as finais por aparelhos e do individual geral.

## Final
| Pos.              | Equipe                       |        |        |        |        | Total   |
| ----------------- | ---------------------------- | ------ | ------ | ------ | ------ | ------- |
| Medalha de ouro   | USA Estados Unidos           | 59,975 | 60,750 | 63,400 | 59,100 | 243,225 |
|                   | Rebecca Bross                | 14,950 | 14,725 | 15,725 | 15,100 | 243,225 |
|                   | Ivana Hong                   | 14,600 | 14,875 | 15,550 | 13,725 | 243,225 |
|                   | Shawn Johnson                | 15,125 | 15,325 | 16,250 | 15,150 | 243,225 |
|                   | Anastasia Liukin             |        | 15,825 | 15,875 |        | 243,225 |
|                   | Samantha Peszek              | 14,900 | 13,975 | 14,650 | 14,125 | 243,225 |
|                   | Amber Trani                  | 15,000 |        |        | 14,725 | 243,225 |
| Medalha de prata  | BRA Brasil                   | 58,775 | 59,500 | 59,025 | 59,425 | 236,725 |
|                   | Jade Barbosa                 | 15,150 | 15,000 | 15,175 | 15,325 | 236,725 |
|                   | Khiuani Dias                 | 14,800 | 14,800 | 14,550 | 13,075 | 236,725 |
|                   | Daniele Hypólito             | 13,900 | 14,550 | 14,700 | 14,600 | 236,725 |
|                   | Daiane dos Santos            |        |        |        | 15,150 | 236,725 |
|                   | Ana Silva                    | 12,450 | 14,225 | 14,225 |        | 236,725 |
|                   | Lais Souza                   | 14,925 | 15,150 | 14,600 | 14,350 | 236,725 |
| Medalha de bronze | CAN Canadá                   | 55,800 | 55,475 | 56,825 | 54,475 | 222,575 |
|                   | Stéphanie Desjardins-Labelle | 13,575 |        | 12,775 | 13,750 | 222,575 |
|                   | Peng-Peng Lee                | 14,050 | 13,425 | 14,475 | 14,325 | 222,575 |
|                   | Ti Liu                       |        | 13,975 | 13,750 |        | 222,575 |
|                   | Charlotte Mackie             | 14,025 | 14,125 | 14,725 | 12,825 | 222,575 |
|                   | Brittany Rogers              | 14,150 | 13,950 |        | 13,075 | 222,575 |
|                   | Emma Willis                  | 13,175 | 12,800 | 13,875 | 13,325 | 222,575 |
| 4                 | CUB Cuba                     | 56,275 | 54,225 | 56,525 | 51,725 | 218,750 |
|                   | Jennifer Alique              |        |        | 14,300 | 11,875 | 218,750 |
|                   | Rosmery Brossard             | 13,950 | 12,425 |        | 12,525 | 218,750 |
|                   | Dunas Lamas                  | 13,425 | 13,200 | 13,525 | 12,900 | 218,750 |
|                   | Dayana Rodríguez León        | 13,850 | 13,050 | 13,625 |        | 218,750 |
|                   | Yahanara Sese                | 13,850 | 14,000 | 14,300 | 12,450 | 218,750 |
|                   | Madelen Tamayo               | 14,625 | 13,975 | 14,300 | 13,850 | 218,750 |
| 5                 | ARG Argentina                | 54,750 | 47,850 | 54,225 | 54,025 | 210,850 |
|                   | Celeste Carnevale            | 12,800 | 11,650 | 12,575 |        | 210,850 |
|                   | Virginia Deluzio             | 13,600 | 12,050 | 14,400 | 13,950 | 210,850 |
|                   | Nadir Domeneghini            |        |        |        |        | 210,850 |
|                   | María Sol Poliandri          | 13,650 | 9,875  | 12,550 | 14,025 | 210,850 |
|                   | Florencia Salomón            | 13,825 | 11,925 | 13,775 | 12,550 | 210,850 |
|                   | Ayelen Tarabini              | 13,675 | 12,225 | 13,475 | 13,500 | 210,850 |
| 6                 | PUR Porto Rico               | 53,000 | 46,050 | 52,325 | 51,325 | 202,700 |
|                   | Jasleidy García Cifredo      | 12,575 |        | 12,350 | 12,350 | 202,700 |
|                   | Beatrice García Rodríguez    |        | 9,875  |        |        | 202,700 |
|                   | Leysha López Recci           | 13,675 | 12,100 | 12,375 | 11,475 | 202,700 |
|                   | Mariecarmen Rivera           | 13,300 | 10,325 | 13,675 | 12,550 | 202,700 |
|                   | Sidney Sanabria              | 12,850 | 12,550 | 13,300 | 14,075 | 202,700 |
|                   | Gabriella Sanguineti         | 13,175 | 11,075 | 12,975 | 12,350 | 202,700 |
|                   | MEX México                   | 56,925 | 56,875 | 54,700 | 55,125 | DSQ     |
|                   | Maricela Cantú               | 13,725 | 13,800 | 14,075 | 14,350 | DSQ     |
|                   | Yesenia Estrada              | 14,075 | 14,050 | 13,200 | 13,525 | DSQ     |
|                   | Erika García Aguiñaga        |        |        | 13,125 |        | DSQ     |
|                   | Elsa García                  | 14,800 | 15,075 | 14,300 | 13,525 | DSQ     |
|                   | Yeny Ibarra                  | 14,325 | 13,950 | 12,900 | 13,725 | DSQ     |

- Nota: O México foi desclassificado em decorrência de uma irregularidade na inscrição de uma ginasta - não inserida como atleta, mas como funcionária. A medalha de bronze passou a equipe do Canadá, quarta colocada.